# Une rose pour tous
Pour plus de détails, voir Fiche technique et Distribution.
Une rose pour tous (Una rosa per tutti) est un film italien réalisé par Franco Rossi et sorti en 1967.

## Synopsis
À Rio de Janeiro, la belle Rosa apporte le bonheur à autant d'hommes que possible. Bien qu'elle vive avec un homme, Lino, elle résiste continuellement à ses offres de mariage, affirmant que sa capacité d'amour est trop grande pour se consacrer à un seul individu.

## Fiche technique
- Titre original : Una rosa per tutti
- Titre anglais : A Rose for Everyone
- Réalisation : Franco Rossi
- Scénario : Ennio De Concini, Nino Manfredi, Franco Rossi d'après une pièce de Glaucio Gill
- Photographie : Alfio Contini
- Montage : Giorgio Serrallonga (en)
- Musique : Luis Bacalov
- Lieu de tournage : Rio de Janeiro
- Genre : Comédie
- Durée : 110 minutes.
- Dates de sortie : 
  - Italie : 11 janvier 1967
  - France : 12 juillet 1967

## Distribution
- Claudia Cardinale : Rosa
- Nino Manfredi : le docteur
- Mario Adorf : Paolo
- Lando Buzzanca : Lino
- Akim Tamiroff : Basilio
- José Lewgoy : Floreal
- Milton Rodríguez : Sergio